# Schizocosa communis
Schizocosa communis là một loài nhện trong họ Lycosidae.
Loài này thuộc chi Schizocosa. Schizocosa communis được James Henry Emerton miêu tả năm 1885.